# WTA de Ponte Vedra Beach
O WTA de Ponte Vedra Beach – ou The MPS Group Championships, na última edição – foi um torneio de tênis profissional feminino, de nível WTA International.
Realizado em Ponte Vedra Beach, no estado da Flórida, nos Estados Unidos, estreou em 2009 e durou dois anos. Os jogos eram disputados em quadras de saibro verde durante o mês de abril.

## Finais

### Simples
| Ano  | Campeã             | Vice-campeã        | Resultado |
| ---- | ------------------ | ------------------ | --------- |
| 2010 | Caroline Wozniacki | Olga Govortsova    | 6–2, 7–5  |
| 2009 | Caroline Wozniacki | Aleksandra Wozniak | 6–1, 6–2  |

### Duplas
| Ano  | Campeãs                      | Vice-campeãs                | Resultado        |
| ---- | ---------------------------- | --------------------------- | ---------------- |
| 2010 | Bethanie Mattek-Sands Yan Zi | Chuang Chia-jung Peng Shuai | 4–6, 6–4, [10–8] |
| 2009 | Chuang Chia-jung Sania Mirza | Květa Peschke Lisa Raymond  | 6–3, 4–6, [10–7] |